# Challenge de France de baseball 2007
Navigation
Édition précédente Édition suivante
L’édition 2007 du Challenge de France de baseball s’est déroulée du 17 mai 2007 au 20 mai 2007 à Saint-Aubin-de-Médoc et à Pineuilh en Aquitaine. 
Elle se compose de deux phases : d’abord des rencontres en poules avec deux groupes de quatre équipes, puis les deux meilleurs de chaque poule s’affrontent au cours de phases finales. 
Les Huskies de Rouen remportent le trophée après leur victoire 5-4 en finale face aux Tigers de Toulouse.
Comme en 2006, les phases finales ont été retransmises sur Internet, cette fois sur le site Stadeo.tv.
Rouen se qualifie ainsi pour la Coupe d'Europe de baseball de la CEB 2008, cette compétition absorbant l'ex C2, la Coupe d'Europe des vainqueurs de coupe de baseball, qui s'arrête après 2007.

## Équipes participantes
| Équipe    | Ville                  |
| --------- | ---------------------- |
| Huskies   | Rouen                  |
| Templiers | Sénart                 |
| Hawks     | La Guerche de Bretagne |
| Paris UC  | Paris                  |

| Équipe               | Ville            |
| -------------------- | ---------------- |
| Lions                | Savigny-sur-Orge |
| Tigers               | Toulouse         |
| Barracudas           | Montpellier      |
| Jimmer's de Saint-Lô | Saint-Lô         |

## Phase de poule

### Poule A
| Date   | Heure | Lieu        | Recevant   | Visiteur   | Score | Notes |
| ------ | ----- | ----------- | ---------- | ---------- | ----- | ----- |
| 17 mai | 10.00 | Saint-Aubin | PUC        | Sénart     | 5-4   |       |
| 17 mai | 13.30 | Saint-Aubin | La Guerche | Rouen      | 1-21  |       |
| 17 mai | 17.00 | Saint-Aubin | Rouen      | PUC        | 20-0  |       |
| 18 mai | 10.00 | Pineuilh    | Sénart     | La Guerche | 8-2   |       |
| 18 mai | 13.30 | Pineuilh    | Rouen      | Sénart     | 0-8   |       |
| 18 mai | 17.00 | Pineuilh    | La Guerche | PUC        | 7-2   |       |

| Pl. | Équipe     | MJ | V | D | PM | PC | %    |
| --- | ---------- | -- | - | - | -- | -- | ---- |
| 1   | Sénart     | 3  | 2 | 1 | 20 | 7  | .667 |
| 2   | Rouen      | 3  | 2 | 1 | 41 | 9  | .667 |
| 3   | La Guerche | 3  | 1 | 2 | 10 | 31 | .333 |
| 4   | Paris UC   | 3  | 1 | 2 | 7  | 31 | .333 |

Sénart termine devant Rouen à la faveur de sa victoire sur ce dernier 8-0.
J : rencontres jouées, V : victoires, D : défaites, PM : points marqués, PC : points concédés, % : pourcentage de victoire.

### Poule B
| Date   | Heure | Lieu        | Recevant    | Visiteur    | Score | Notes |
| ------ | ----- | ----------- | ----------- | ----------- | ----- | ----- |
| 17 mai | 10.00 | Pineuilh    | Montpellier | Savigny     | 8-2   |       |
| 17 mai | 13.30 | Pineuilh    | Saint-Lô    | Toulouse    | 1-11  |       |
| 17 mai | 17.00 | Pineuilh    | Toulouse    | Montpellier | 4-3   |       |
| 18 mai | 10.00 | Saint-Aubin | Savigny     | Saint-Lô    | 7-6   |       |
| 18 mai | 13.30 | Saint-Aubin | Toulouse    | Savigny     | 6-7   |       |
| 18 mai | 17.00 | Saint-Aubin | Saint-Lô    | Montpellier | 8-10  |       |

| Pl. | Équipe      | MJ | V | D | PM | PC | %    |
| --- | ----------- | -- | - | - | -- | -- | ---- |
| 1   | Montpellier | 3  | 2 | 1 | 21 | 14 | .667 |
| 2   | Toulouse    | 3  | 2 | 1 | 21 | 11 | .667 |
| 3   | Savigny     | 3  | 2 | 1 | 16 | 20 | .667 |
| 4   | Saint-Lô    | 3  | 0 | 3 | 15 | 28 | .000 |

Montpellier est 1er car a encaissé moins de points dans les confrontations directes avec Savigny et Toulouse. Selon les règlements de la CEB, Savigny devait être qualifié grâce à sa victoire sur Toulouse (7-6), mais une réclamation portée par les Toulousains dans la soirée du 18 mai a abouti à la qualification des Tigers en se basant sur les règlements de la Fédération française.
J : rencontres jouées, V : victoires, D : défaites, PM : points marqués, PC : points concédés, % : pourcentage de victoire.

## Phase finale
| Date   | Heure | Lieu        | Match         | Recevant    | Visiteur | Score | Notes      |
| ------ | ----- | ----------- | ------------- | ----------- | -------- | ----- | ---------- |
| 19 mai | 10:00 | Pineuilh    | 7e place      | Saint-Lô    | PUC      | 5-6   |            |
| 19 mai | 15:00 | Pineuilh    | 5e place      | La Guerche  | Savigny  | 3-9   |            |
| 19 mai | 13:30 | Saint-Aubin | 1/2 no 1      | Sénart      | Toulouse | 0-5   |            |
| 19 mai | 17:00 | Saint-Aubin | 1/2 no 2      | Montpellier | Rouen    | 3-11  |            |
| 20 mai | 10:30 | Saint-Aubin | Petite finale | Montpellier | Sénart   | 7-8   | 10 manches |
| 20 mai | 14:30 | Saint-Aubin | Finale        | Rouen       | Toulouse | 5-4   |            |

L’équipe des Huskies de Rouen remporte le Challenge de France de baseball et se qualifie pour la Coupe des Coupes (Groupe A) 2008. C'est la deuxième victoire du club normand dans cette compétition après l'édition 2002.

## Classement Final
| Pl.                | Équipe                    |
| ------------------ | ------------------------- |
| Médaille d'or      | Huskies de Rouen          |
| Médaille d'argent  | Tigers de Toulouse        |
| Médaille de bronze | Templiers de Sénart       |
| 4                  | Barracudas de Montpellier |
| 5                  | Lions de Savigny-sur-Orge |
| 6                  | Hawks de La Guerche       |
| 7                  | PUC                       |
| 8                  | Jimmers de Saint-Lô       |

## Récompenses individuelles
- Meilleur lanceur : Samuel Meurant (Savigny)
- Meilleur frappeur : David Gauthier (Rouen)
- Meilleur joueur du tournoi : Kenji Higawara (Rouen)